# St. Georg kirke i Łódź
St. Georg kirke (polsk Kościół p. w. św. Jerzego) ligger ved Jerzys gade 9 i Łódź, i nærheden af Den gamle kirkegård. Den blev oprindeligt bygget som St. Aleksej ortodokse kirke i årene 1895-1896, efter tegninger af Franciszek Chełmiński ved Jekaterynburskagaden (i dag Jerzys gade). 
Kirken har et noget usædvanligt bredt og højt skib. Det viser sig nemlig, at den også ble brugt til hesteridning. I mellemkrigstiden blev den ombygget til en katolsk garnisonskirke og mistede da sin karakteristiske løgformede kuppel.

51°46′29.17″N 19°26′20.9″Ø / 51.7747694°N 19.439139°Ø